# Березинівська сільська рада
Березині́вська сільська́ ра́да — орган місцевого самоврядування в Радивилівському районі Рівненської області. Адміністративний центр — село Березини.

## Загальні відомості
- Березинівська сільська рада утворена в 1940 році.
- Територія ради: 19,299 км²
- Населення ради: 878 осіб (станом на 2001 рік)

## Розташування
Березинівська сільська рада межує з Козинською, Іващуківською, Боратинською, Добриводською сільськими радами Радивилівського району та Дубенським районом Рівненської області.

## Населені пункти
Сільській раді підпорядковані населені пункти:
- с. Березини
- с. Курсики
- с. Пасіки
- с. Радихівщина
- с. Середнє

## Склад ради
Рада складається з 16 депутатів та голови.
- Голова ради: Костюк Юрій Андрійович
- Секретар ради: Соломко Світлана Володимирівна

### Керівний склад попередніх скликань
| Прізвище, ім'я, по батькові | Основні відомості                                                                          | Дата обрання | Дата звільнення |
| --------------------------- | ------------------------------------------------------------------------------------------ | ------------ | --------------- |
| Костюк Юрій Андрійович      | Сільський голова, 1972 року народження, освіта вища                                        | 26.03.2006   | 31.10.2010      |
| Костюк Юрій Андрійович      | Сільський голова, 1972 року народження, освіта вища, член політичної партії «Наша Україна» | 31.10.2010   |                 |

Примітка: таблиця складена за даними сайту Верховної Ради України